# Liste der Monuments historiques in Moulon (Gironde)
Die Liste der Monuments historiques in Moulon (Gironde) führt die Monuments historiques in der französischen Gemeinde Moulon auf.

## Liste der Bauwerke
| Bezeichnung          | Beschreibung              | Standort | Kennzeichnung | Schutzstatus | Datum | Bild |
| -------------------- | ------------------------- | -------- | ------------- | ------------ | ----- | ---- |
| Tour de l’Ansouhaite | Erbaut im 14. Jahrhundert | (Lage)   | PA00083646    | Inscrit      | 1966  |      |